# انجمن زمین‌شناسان نفتی آمریکا
انجمن زمین‌شناسان نفتی آمریکا (انگلیسی: American Association of Petroleum Geologists) یکی از بزرگترین جوامع زمین‌شناسی حرفه‌ای در جهان است، که شمار اعضای آن در سال ۲۰۱۷ بیش از ۳۵٬۰۰۰ نفر اعلام گردید. این انجمن در سال ۱۹۱۷ تأسیس شد و در دفتر مرکزی آن در تالسا، اکلاهما مستقر می‌باشد. در حال حاضر در حدود یک سوم از اعضای انجمن زمین‌شناسان نفتی آمریکا در خارج از ایالات متحده زندگی می‌کنند.